# F.L. Smidth & Co. familiefilm - 1935
|  | Denne artikel er oprettet af botten Steenthbot ud fra en ekstern database. Den kan derfor have sproglige fejl eller mangler. Denne skabelon kan fjernes efter kontrol af indholdet. |

F.L. Smidth & Co. familiefilm - 1935 er en dansk dokumentarisk optagelse fra 1935.

## Handling
Privat familiefilm af erhvervsfamilierne omkring F.L. Smidth & Co., grundlagt af ingeniørerne Frederik Læssøe Smidth (1850-1899), Alexander Foss (1858-1925) og Poul Larsen (1859-1935). Familierne kom også sammen privat. Her er de bl.a. i England og i sommerhuset i Skeldal nær Salten Langsø i Midtjylland.

Følgende indholdsbeskrivelse stammer fra filmens originale dåse:

"Annie bliver hentet på skolen i England. Kærgårds hos Fiedlers i England. Klaus, Birthe; Kristian Kampmann som studenter i England. Rina i skoleuniform. Badminton i haven på The Mount, flue kastning, Kay, Rina, Lise, Lille Rina, Birthe; Sidney bliver hentet på sin skole. Ridsestævne. Torben over vadestedet med mange ryttere. Frederik ror over til væddeløbet. Mormor på terrassen med børn og børnebørn (Hanne 3-4 år) Frederiks , Brors, Rinas."